# Serra Verde Imperial
A Serra Verde Imperal é uma unidade de conservação brasileira de proteção integral da natureza localizada integralmente nas cidades de Guapimirim e Magé, na Baixada Fluminense, na cidade de Cachoeiras de Macacu, na  Região Metropolitana e nas cidades de Nova Friburgo, Petrópolis e Teresópolis na  Região Serrana.
Entre os pontos turísticos da reserva, trilhas, grutas e cachoeiras, encontram-se marcos famosos do estado, como o Dedo de Deus, o Pantanal Fluminense, na Área de Preservação Ambiental de Guapimirim, e o ponto mais alto da região, a Pedra do Sino elevando-se 2.275 metros acima do nível do mar.
De relevo montanhoso, inclui áreas do Parque Nacional da Serra dos Órgãos. É administrado pelo Instituto Chico Mendes de Conservação da Biodiversidade (ICMBio).

## Geografia Humana

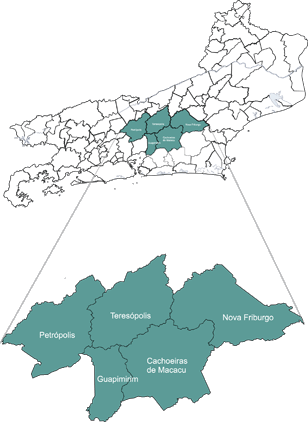
Localização da região conhecida como Serra Verde Imperial, no estado do Rio de Janeiro.

A Serra Verde Imperial conjuga a beleza de sua vegetação com o charme de sua gastronomia requintada, atrativos culturais e oportunidades de compras. Com um clima que convida aos prazeres da boa mesa, a região é famosa pelos seus restaurantes e pousadas aconchegantes.
1. ↑  «Serra Verde Imperial– Informações sobre a Serra Verde Imperial». http://www.cidadesmaravilhosas.rj.gov.br/. Consultado em 28 de outubro de 2023. Arquivado do original em 29 de julho de 2012
2. ↑  «ICMBio – Pedra do Sino». www.icmbio.org.br